# Anthony Nelson Keys
Anthony Nelson Keys est un producteur britannique né le 13 novembre 1911 et mort le 19 mars 1985. Il est connu pour son travail à la Hammer Film Productions.

## Filmographie partielle
- 1959 : Le Chien des Baskerville de Terence Fisher
- 1960 : Visa pour Canton (Passport to China) de Michael Carreras
- 1966 : Dracula, prince des ténèbres de Terence Fisher
- 1966 : Pacte avec le diable (The Witches ou The Devil's Own) de Cyril Frankel
- 1967 : Les Monstres de l'espace de Roy Ward Baker
- 1968 : Les Vierges de Satan de Terence Fisher
- 1969 : Le Retour de Frankenstein de Terence Fisher
- 1973 : Nothing But the Night de Peter Sasdy